# Admiraliteitskade
De Admiraliteitskade is een straat in de Nederlandse stad Rotterdam en loopt van de Bosland naar de Oostmolenwerf. Zijstraten van de Admiraliteitskade zijn de Admiraliteitsstraat, Willem Ruyslaan, Willem Ruysbrug en het Boslandhof. De straat is ca. 700 meter lang. Aan de Admiraliteitskade bevinden zich een tal van rijksmonumenten.

## Geschiedenis
De Admiraliteitskade is vernoemd naar de Admiraliteit van Rotterdam.
Aan de Admiraliteitskade bevindt zich het gebouwencomplex "De Admiraal", deze vormt de overgang van de wederopbouwarchitectuur en de historische bebouwing van Rotterdam.

## Fotogalerij

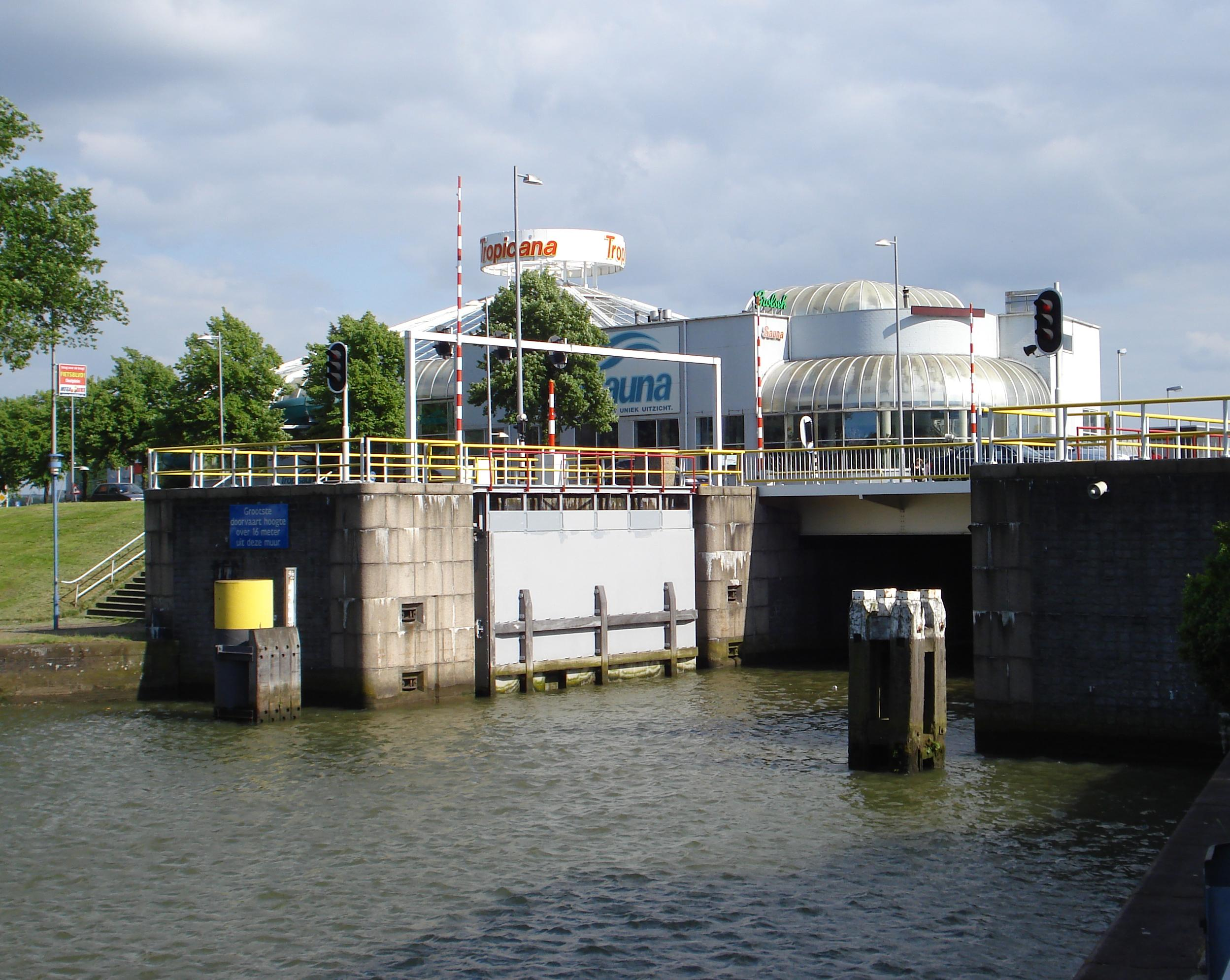
Boerengatbrug aan de Admiraliteitskade (rijksmonument)
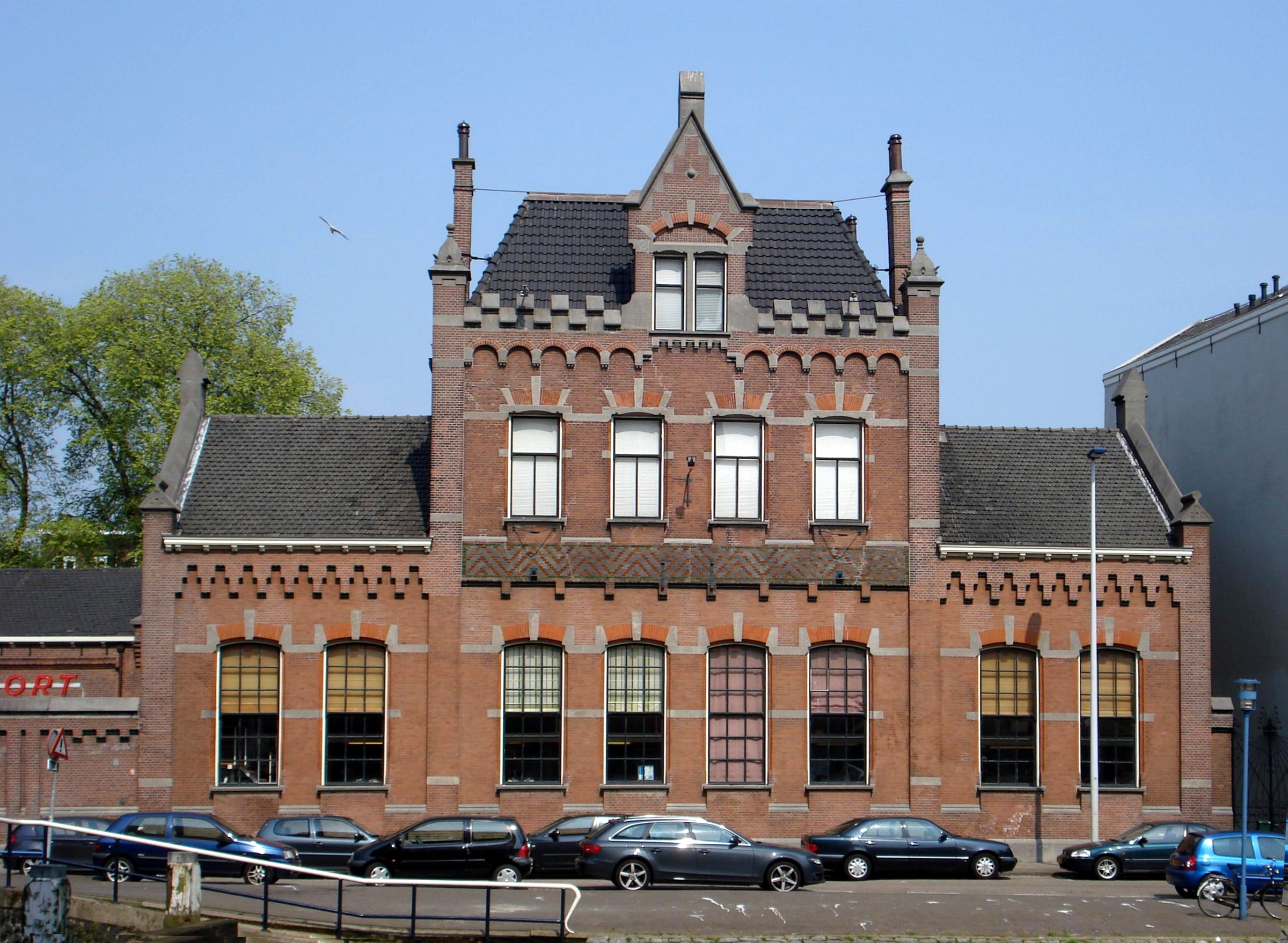
Gemaalgebouw aan de Admiraliteitskade 94 (rijksmonument)
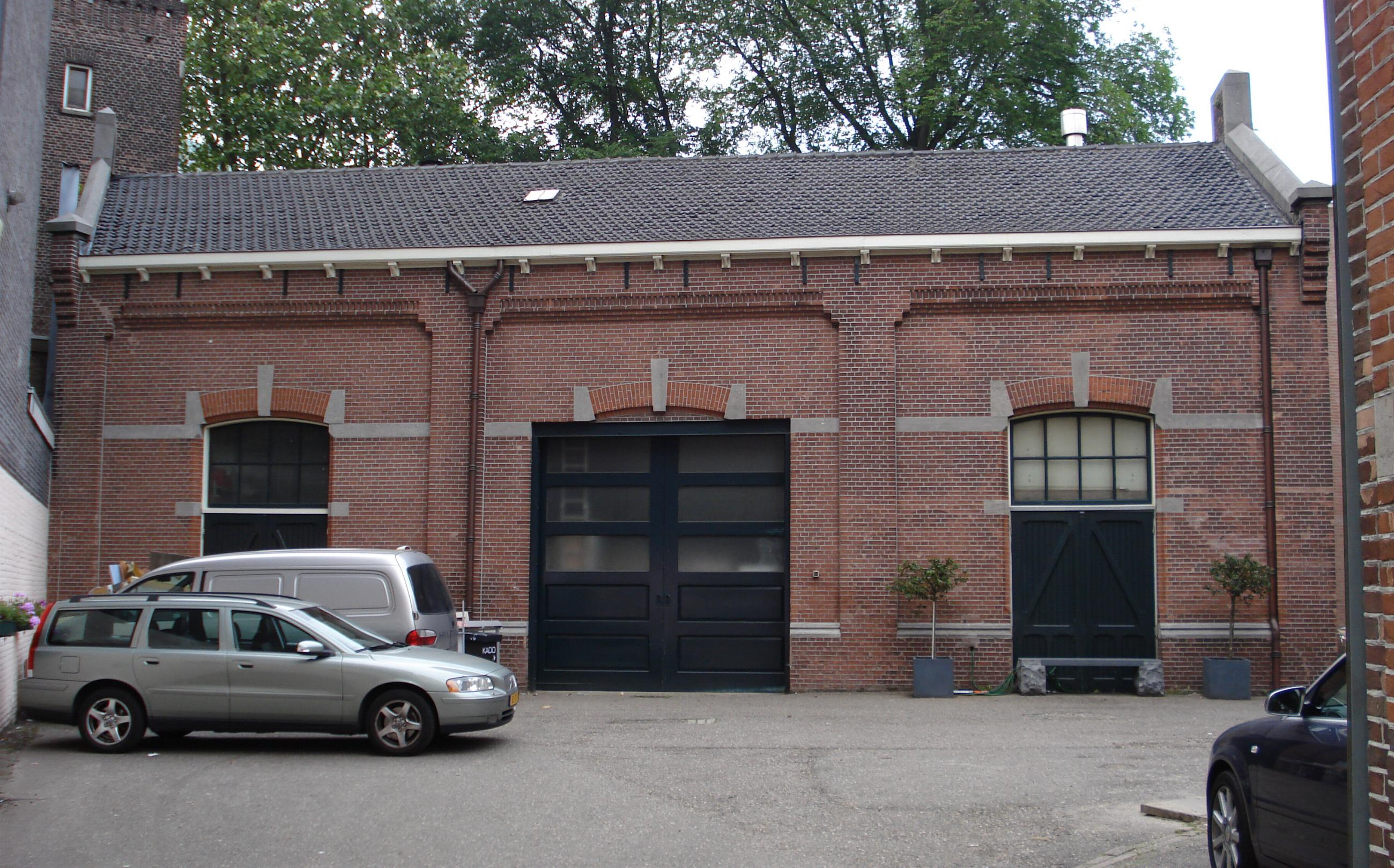
Admiraliteitskade 96 (rijksmonument)

Admiraal de Ruyterweg ·
Admiraliteitskade ·
Aert van Nesstraat ·
Baan ·
Batavierenstraat ·
Beukelsdijk ·
Beursplein ·
Beurstraverse ·
Binnenweg ·
Binnenwegplein ·
Binnenrotte ·
Blaak ·
Boezemweg ·
Boompjes ·
Bosland ·
Botersloot ·
Burgemeester van Walsumweg ·
Churchillplein ·
Coolsingel ·
Coolvest ·
Eendrachtsplein ·
Eendrachtsweg ·
Geldersekade ·
Goudsesingel ·
's-Gravendijkwal ·
Haagseveer ·
Henegouwerlaan ·
Hofdijk ·
Hofplein ·
Hoogstraat ·
Jonker Fransstraat ·
Karel Doormanstraat ·
Kipstraat ·
Kolk ·
Koningin Emmaplein ·
Korte Hoogstraat ·
Kruiskade ·
Kruisplein ·
Leuvehoofd ·
Lijnbaan ·
Lombardkade ·
Maasboulevard ·
Mariniersweg ·
Mathenesserlaan ·
Mauritsweg ·
Meent ·
Museumpark ·
Oostmolenwerf ·
Oostplein ·
Oude Binnenweg ·
Parkkade ·
Parklaan ·
Pim Fortuynplaats ·
Plein 1940 ·
Pompenburg ·
Rochussenstraat ·
Saftlevenstraat ·
Schiedamsedijk ·
Schiedamse Vest ·
Schouwburgplein ·
Spaansekade ·
Stadhuisplein ·
Stationsplein ·
Stroveer ·
Van Oldenbarneveltstraat ·
Vasteland ·
Veerkade ·
Weena ·
Westblaak ·
Westerkade ·
West-Kruiskade ·
Westersingel ·
Westplein ·
Willemskade ·
Willemsplein ·
Witte de Withstraat